# Dithyrostegia
Dithyrostegia A. Gray – rodzaj roślin z rodziny astrowatych (Asteraceae). Obejmuje 2 gatunki, występujące naturalnie w południowo-zachodniej Australii.

## Systematyka
Pozycja według APweb (aktualizowany system APG III z 2009)
Jeden z rodzajów plemienia Gnaphalieae z podrodziny Asteroideae w obrębie rodziny astrowatych (Asteraceae) z rzędu astrowców (Asterales) należącego do dwuliściennych właściwych.
Wykaz gatunków
- Dithyrostegia amplexicaulis A.Gray
- Dithyrostegia gracilis P.S.Short